# Bruno Miguel Sousa Silva
Bruno Miguel de Sousa Silva (sinh ngày 15 tháng 5 năm 1996), hay Sousa, là một cầu thủ bóng đá người Bồ Đào Nha thi đấu cho Gondomar theo dạng cho mượn từ Paços de Ferreira chủ yếu ở vị trí hậu vệ phải.

## Sự nghiệp câu lạc bộ
Sinh ra ở Paredes, Sousa gia nhập Paços de Ferreira năm 2008 từ đội bóng địa phương Parendes. Anh ra mắt cho đội một – và Giải bóng đá vô địch quốc gia Bồ Đào Nha – vào ngày 2 tháng 3 năm 2015, thi đấu hết 90 phút và bị phạt 1 thẻ vàng trong chiến thắng 1–0 trên sân khách trước Belenenses.